# Jamila Massey
Jamila Massey (ur. 7 stycznia 1934 w Shimli) – brytyjska aktorka indyjskiego pochodzenia, znana przede wszystkim ze swoich ról w operach mydlanych i sitcomach. 

## Życiorys
Urodziła się w północnych Indiach, wówczas pozostających pod brytyjską władzą kolonialną, tam też spędziła wczesne dzieciństwo. Jako dwunastolatka wyemigrowała wraz z rodzicami do Wielkiej Brytanii, gdzie jej ojciec, weteran II wojny światowej, otrzymał posadę w BBC. Ze względu na pracę swoje ojca już jako nastolatka brała udział w słuchowiskach radiowych dla najmłodszych słuchaczy. Studiowała na King’s College London, gdzie ukończyła jednocześnie anglistykę, filologię klasyczną oraz orientalistykę ze specjalnością w zakresie języka urdu. Chciała również studiować aktorstwo, jednak zrezygnowała z uwagi na stanowczy sprzeciw swojej owdowiałej już wówczas matki. 
Zarabiała na życie jako dziennikarka, prowadząc programy radiowe w BBC World Service w pięciu językach (po angielsku, w urdu, po niemiecku, a także w hindi i po pendżabsku). Równocześnie jako statystka brała udział w wielu produkcjach filmowych i telewizyjnych. Z czasem zaczęła otrzymywać nieco większe role, choć wciąż o charakterze drugo- i trzecioplanowym. Na jej korzyść działał fakt, iż w brytyjskim społeczeństwie żyło już wówczas coraz więcej osób pochodzenia azjatyckiego, natomiast brakowało aktorów mogących odtwarzać tego typu postacie w telewizji czy filmie. 
W 1977 została obsadzona w roli, która przyniosła jej największą popularność, a mianowicie jako jej imienniczka Jamila w serialu komediowym Mind Your Language. Była ona indyjską gospodynią domową zamieszkałą w Anglii, która praktycznie w ogóle nie mówi po angielsku i bardzo słabo odnajduje się w brytyjskich normach społecznych, dlatego zapisuje się na wieczorowy kurs angielskiego. W późniejszych latach swojej kariery grała role dojrzałych już kobiet o indyjskich korzeniach w popularnych operach mydlanych. W połowie lat 90. została obsadzona w taki sposób w serialu radiowym The Archers, zaś w 1997 dołączyła do obsady telewizyjnej opery mydlanej EastEnders. W 2010 grała też gościnnie w Coronation Street. 

## Życie prywatne
Mężem Jamilli Massey jest brytyjski pisarz Reginald Massey, z którym od wielu lat mieszka w hrabstwie Powys w Walii. Państwo Massey wydali kilka książek wspólnie, m.in. historię wczesnej azjatyckiej imigracji w Wielkiej Brytanii, a także historię muzyki indyjskiej. 